# Гийомен, Андре
Андре Гийомен (фр. André Guillaumin, 21 июня 1885 — 29 мая 1974) — французский ботаник.    

## Биография
Андре Гийомен родился 21 июня 1885 года.
После получения степени лиценциата в области естественных наук в 1906 году он начал работать в Национальном музее естественной истории.
В 1910 году Гийомен получил степень доктора наук. Он был советником директора Музея с 1947 по 1950 год до выхода на пенсию в 1956 году. Гийомен внёс значительный вклад в ботанику, описав множество видов растений.
Андре Гийомен умер 29 мая 1974 года.

## Научная деятельность
Андре Гийомен специализировался на папоротниковидных и на семенных растениях.

## Публикации
- Flore générale de l'Indo-Chine (1910, 1911, 1912, 1920, 1921).
- Arbres et arbrisseaux utiles ou ornementaux (1928).
- Les Fleurs de jardins (quatre tomes, 1929 à 1936).